# Große Wachsmotte
Die Große Wachsmotte (Galleria mellonella) ist ein Kleinschmetterling. Sie gehört zur Unterfamilie der Wachsmotten (Galleriinae) und damit zur Familie der Zünsler (Pyralidae).

## Merkmale
Die Falter erreichen eine Flügelspannweite von 20 bis 40 Millimeter, wobei die Weibchen von Galleria mellonella größer werden als die Männchen. Die Maxillarpalpen sind klein und vorgestreckt, der Rüssel ist nur schwach entwickelt. Charakteristisch für die Große Wachsmotte ist der konkave Außenrand des Vorderflügels, der bei den Männchen stärker ausgeprägt ist als bei den Weibchen. Die Farbe der Vorderflügel ist überwiegend aschgrau mit einer bräunlichen Schattierung am Vorderrand. Der Innenrand ist dagegen hellgelb gefärbt und weist große, rotbraune Flecken auf. Die Saumlinie der Vorderflügel erscheint dunkel und die Fransen am Flügel rotgrau. Die Hinterflügel sind bei den Männchen von Galleria mellonella grau mit schwarzbraunem Saum, bei den Weibchen der Großen Wachsmotte dagegen gelblichweiß. Die Vorderflügellänge beträgt 10 bis 15 Millimeter.
Größe und Färbung der Falter können stark variieren, da sie sowohl von der Zusammensetzung der Nahrung der Larve, als auch von der individuellen Entwicklungsdauer abhängen.

## Synonyme
Als eine weit verbreitete Art wurde die große Wachsmotte auch unter einer Anzahl von jetzt ungültigen Synonymen beschrieben.
- Phalaena mellonella, Linnaeus, 1758[2]
- Galleria cereana Linnaeus, 1767[3]
- Galleria austrinia Felder, 1874[3]
- Galleria cerea Haworth, 1811
- Vindana obliquella Walker, 1866

## Lebensweise

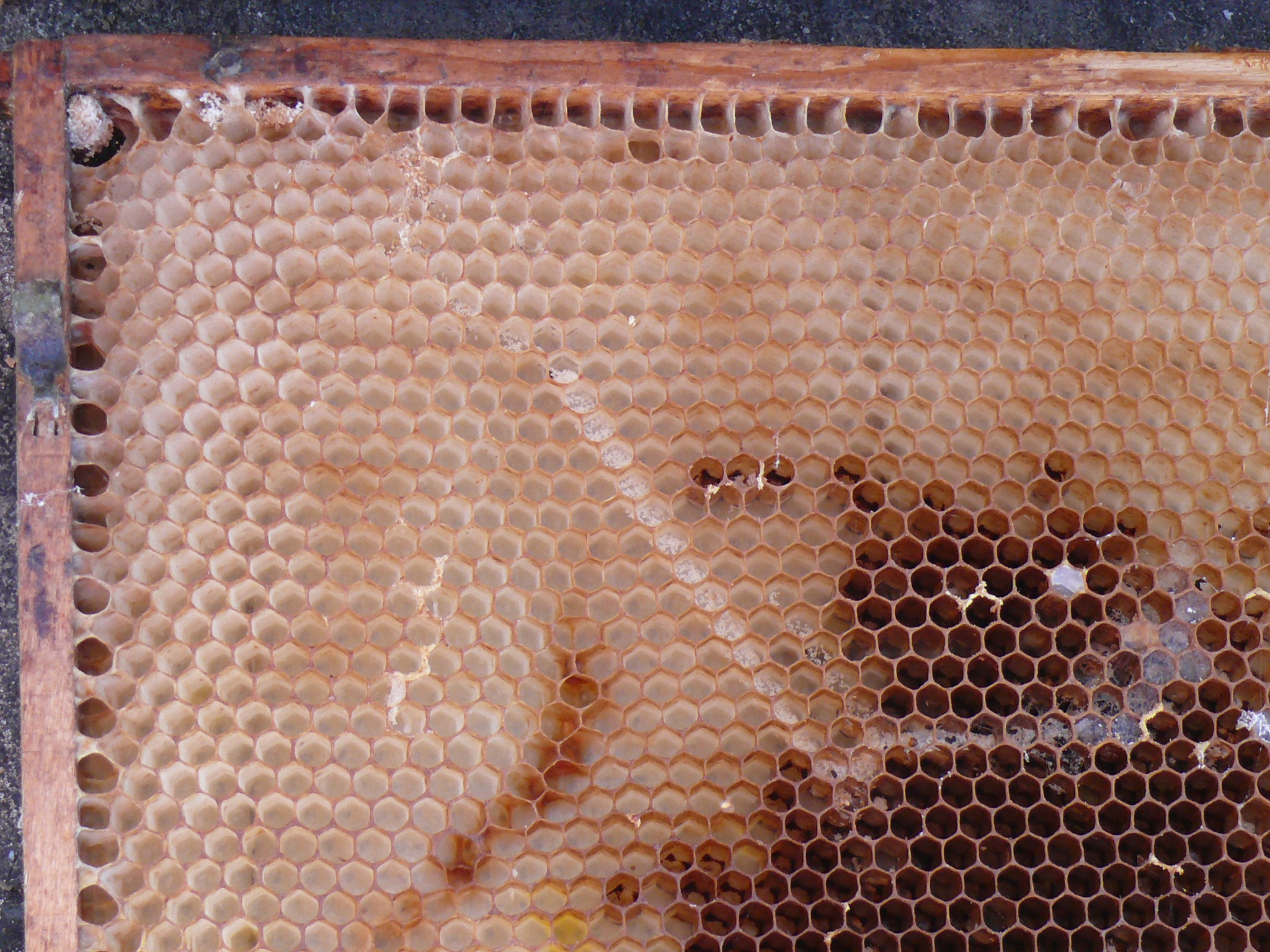
Fraßgang einer einzelnen Wachsmottenlarve, die sich dann links oben am Rand des Holzrähmchens verpuppt hat.

Tagsüber sind die Falter inaktiv, man findet sie häufig unter Bienenstöcken. Sie fliegen vor allem in der Dämmerung und nachts, wobei sie an künstlichen Lichtquellen oder an zuckerhaltigen Ködern angetroffen werden können. Die Falterweibchen legen ihre Eier, die eine durchschnittliche Größe von 0,5 mm haben in Eipaketen bis zu 200 Stück innerhalb von Bienenstöcken und den Lagerorten der Leerwaben ab. Ein Wachsmottenweibchen legt während seines Lebens bis zu 1000 Eier. Je nach Temperaturniveau und abhängig von der Luftfeuchtigkeit schlüpfen nach 5 bis 35 Tagen 1 mm große Räupchen. Die jungen Raupen ernähren sich vom Bodenmüll in den Waben. Später leben sie gesellig in einem Gespinst und fressen an den Waben. Sie ernähren sich vor allem von Kotrückständen der Bienenbrut, Pollenresten und von Bienenwachs. Nach mehrfachen Häutungen wachsen die Rankmaden so bis auf eine Größe von 2–3 cm heran und schädigen dabei das Wachswerk der Honigbienen, aber auch Hummelvölker.

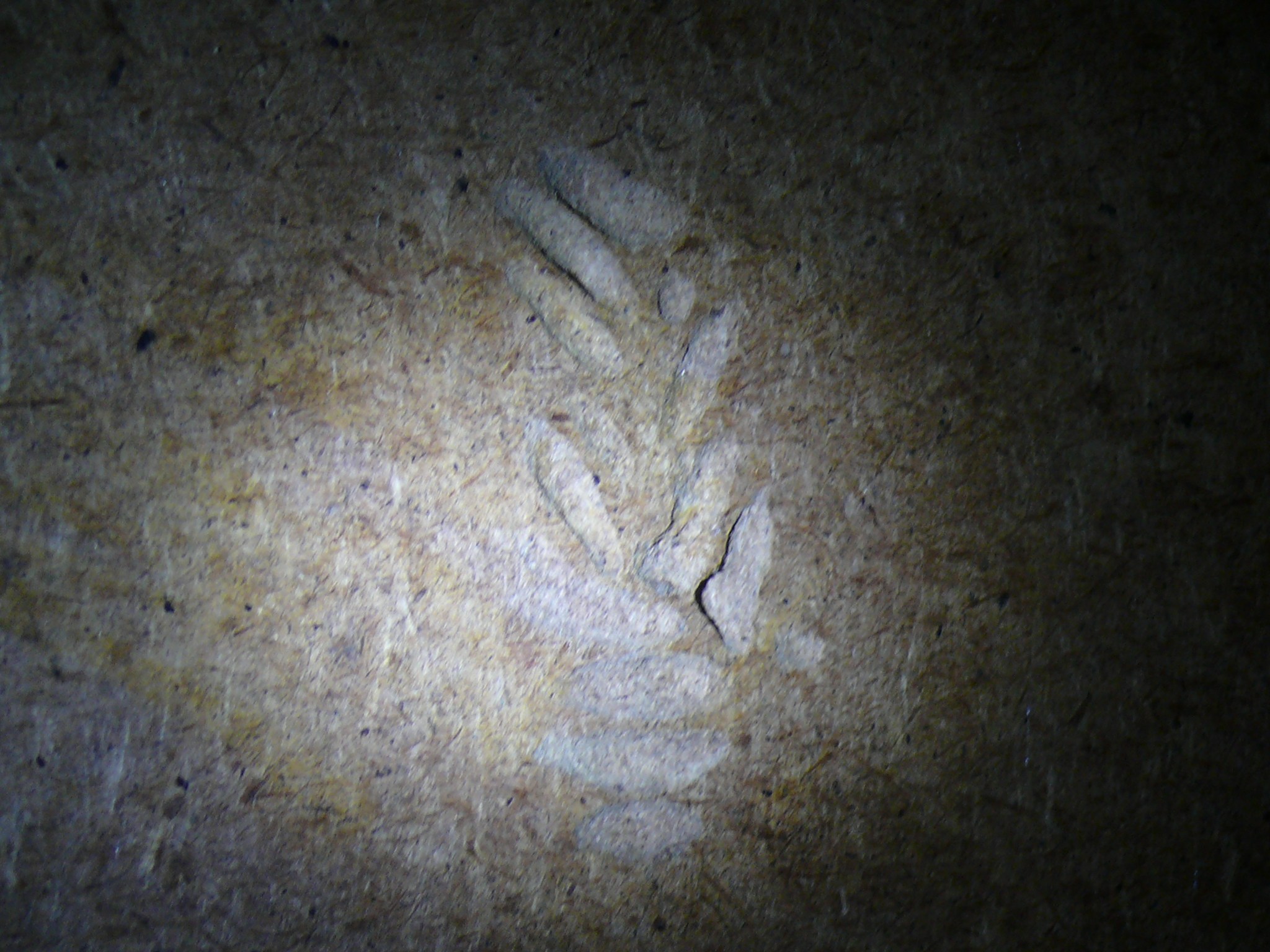
Verpuppungsmulden der großen Wachsmotte

Die ausgewachsenen Larven verpuppen sich in einem weißen, spindelförmigen Kokon in der Wabe, aber auch sehr häufig außerhalb. Dabei bevorzugen die Raupen vor dem Verpuppen möglichst unzugängliche und geschützte Stellen der Holzteile in den Bienenbeuten. Diese werden dazu von den Raupen halbspindelförmig ausgenagt.
Nach einer Puppenruhe in einem weißlichen Kokon schlüpfen nach 45 Tagen die neuen Falter. Bei einer Temperatur unter 9 Grad Celsius kommt die Entwicklung zum Stillstand. Dabei können sowohl Eier als auch Larven Temperaturen unter dem Gefrierpunkt ertragen und die gesamte Entwicklungszeit bis zu drei Monate betragen. Eier, die im Herbst abgelegt werden überwintern bis zum Frühjahr, ebenso wie Raupen im Kokon. Sobald die Temperaturen ansteigen setzen sie dann ihre Entwicklung fort.

### Verbreitung
Die geographische Verbreitung der Großen Wachsmotte ist stark an die der Honigbiene (Apis mellifera) gekoppelt. Der nachtaktive und Dunkelheit liebende Falter stammt vermutlich aus Europa und dem angrenzenden, asiatischen Raum. Mit der weltweiten Verbreitung der Honigbiene durch den Menschen ist auch die Große Wachsmotte mittlerweile weltweit verbreitet.

### Flug- und Raupenzeiten
Die Falter fliegen in mehreren Generationen von Mai bis Oktober. Rankmaden können das ganze Jahr über vorkommen, wobei sie in den kalten Monaten (unter 9 Grad Celsius) eine Entwicklungspause einlegen. Diese verbringen sie geschützt in einem selbstgesponnenen Kokon.

### Gehör
Die Schallwahrnehmung erfolgt, wie bei anderen Schmetterlingen üblich, über Tympanalorgane. Diese liegen bei der Großen Wachsmotte als zwei Hohlräume im Brustbereich, die von dünnen Membranen bedeckt sind. Die Membranen wirken als Trommelfell. Geraten sie in Schwingung, werden über Zellbrücken darunterliegende Sensoren mechanisch erregt. Ein Nervenimpuls entsteht, der als Geräusch wahrgenommen wird. Hierfür reicht bereits eine Schwingung von 0,1 nm aus.
Nach Untersuchungen einer Forschergruppe um Hannah Moir von der University of Strathclyde, Glasgow, Schottland kann die Große Wachsmotte von allen Tieren die höchsten Töne wahrnehmen – bis zu 300 kHz. Das ist doppelt so hoch wie beim Schwammspinner. Es übertrifft sogar deutlich den Bereich der Ultraschallwahrnehmung von Fledermäusen, deren Wahrnehmungsgrenze bei 200 kHz liegt.
Bisher rätseln die Forscher noch über den Sinn dieser Anpassung. Sie könnte ein Schutz sein vor den Hauptfressfeinden, den Fledermäusen. Allerdings gibt es derzeit keine Art, die Frequenzen von mehr als 212 kHz benutzt. Auch für Sexuallockrufe ist diese Frequenz viel zu hoch. Die größte Empfindlichkeit haben hier die Weibchen im Bereich von 90 bis 95 kHz, in dem auch die Männchen ihre Lockrufe ausstoßen. Neben der Möglichkeit, dass es Fledermausarten gibt, die höhere Frequenzen als bisher bekannt benutzen, könnte ein Grund in der schnelleren Reaktionszeit liegen, die sich umgekehrt proportional zur Bandbreite verhält. Bei 300 kHz beträgt diese 10 μs, während z. B. Eulenfalter mit ihrem weniger gut ausgeprägten Gehör 60 μs benötigen. Eine solch schnellere Reaktion kann bei der Wahrnehmung von Fressfeinden einen entscheidenden Überlebensvorteil bringen.

## Schadwirkung

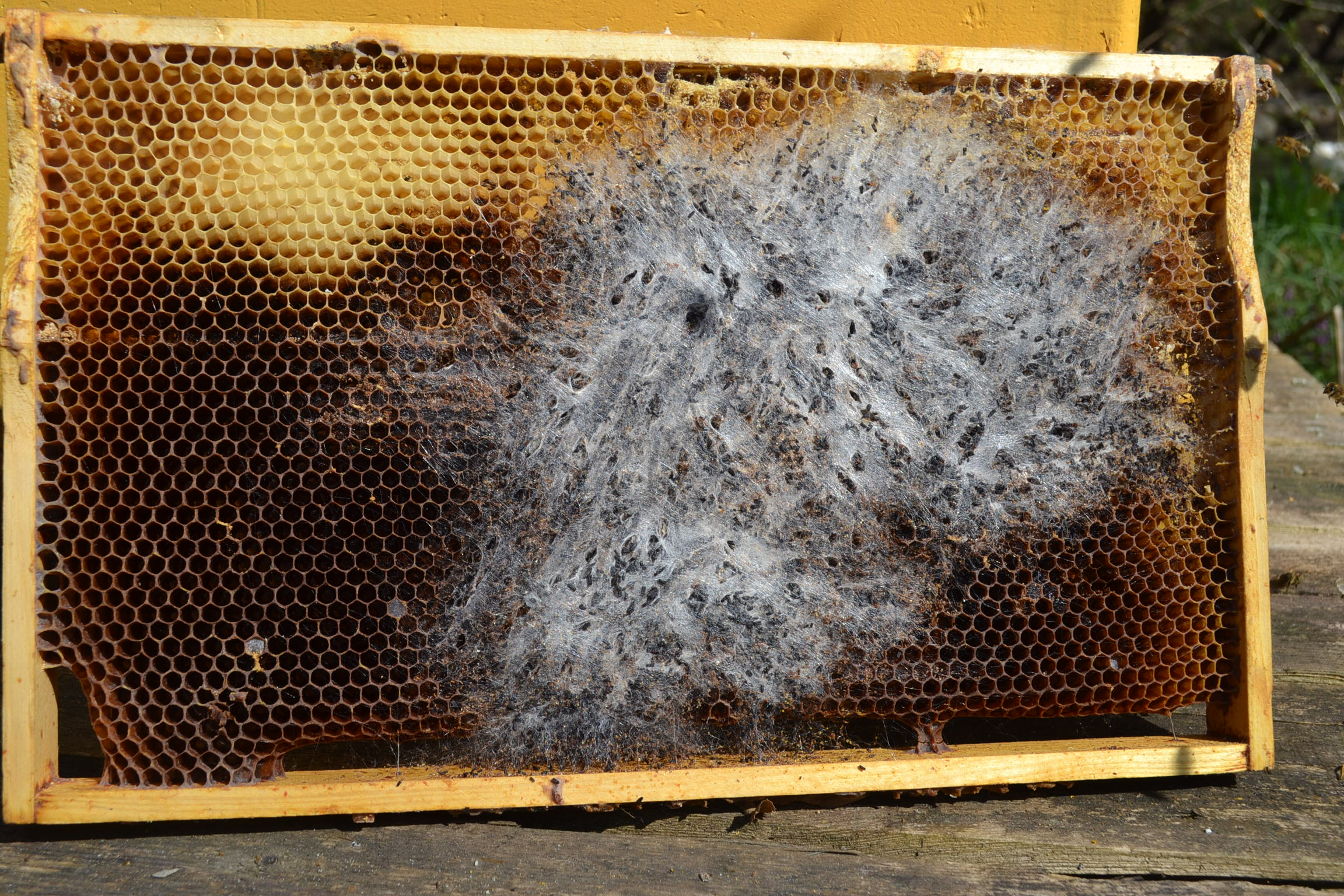
Schadbild der Wachsmotte

Der Schaden für den Imker besteht zum einen darin, dass Wachs gefressen wird und die Lager-Waben zerstört werden, die im Betrieb noch eingesetzt werden sollen. Beim Eindringen der Wachsmotten in die Völker kann die Brut der Bienen durch das Gespinst abgetötet werden. Dies kommt in der Regel selten und nur bei schwachen Völkern vor. Massiver sind die Schäden an den Lagerwaben, die bei starkem Befall (siehe Foto) unbrauchbar sind und vernichtet werden müssen. Die südlichen USA verlieren aufgrund dieses einen Schädlings 4–5 % ihres Jahresgewinns.

## Nutzung

### Als Nützling
In der freien Natur sorgen die Wachsmotten dafür, dass der Wabenbau von alten, verlassenen oder abgestorbenen Bienennestern nachhaltig zerstört wird und damit wieder Platz für eine neue Besiedlung durch die Bienen vorhanden ist.

### Als Versuchstier

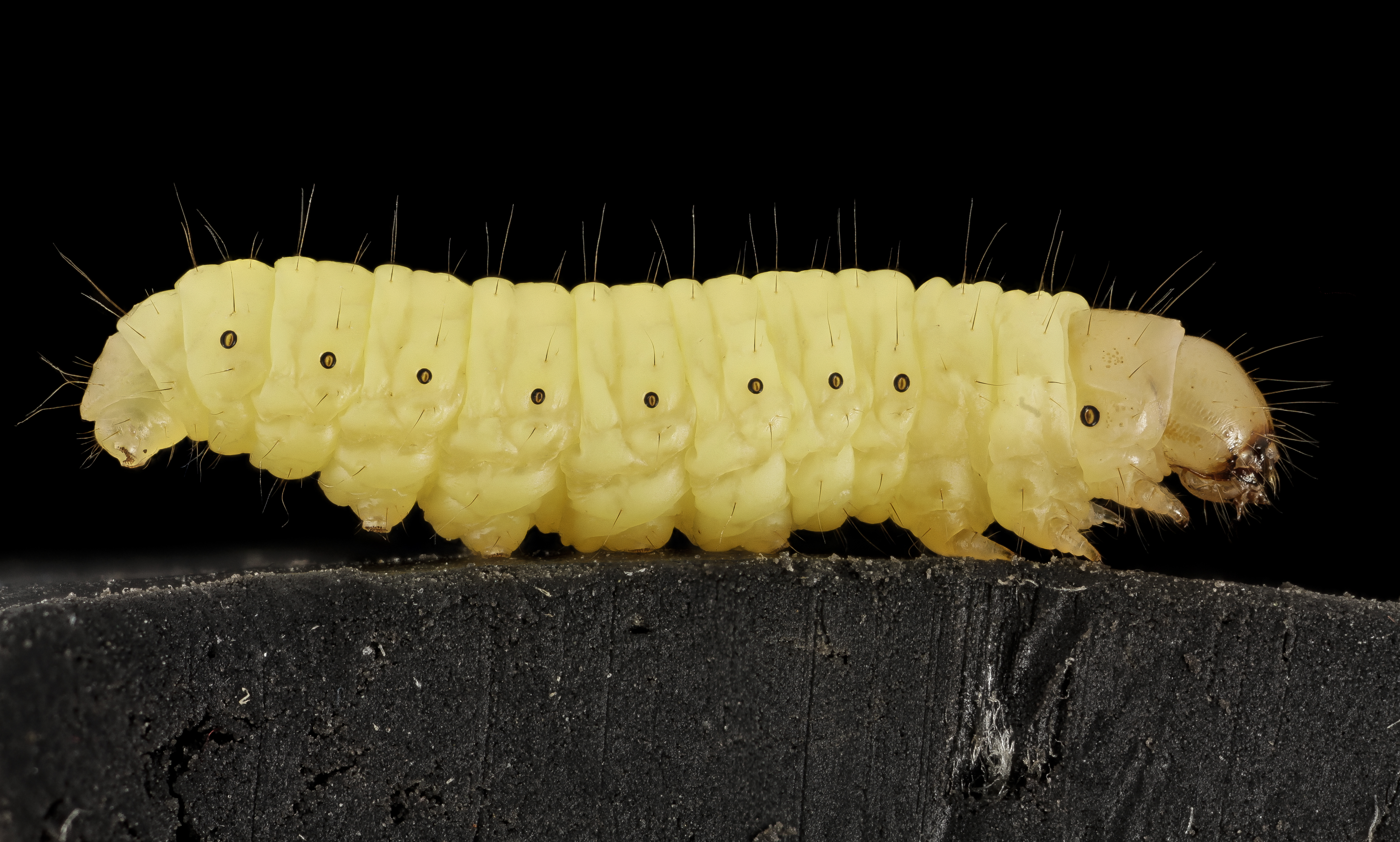
Große Wachsmotte, Raupenstadium

In manchen Labors und Forschungsinstituten wird Galleria mellonella gehalten, um Forschungen durchzuführen. Als Versuchstier eignet sich die Große Wachsmotte gut, weil die Aufzuchtvoraussetzungen günstig sind: Die Raupen sind ganzjährig verfügbar und das Futter ist leicht und preiswert bei Imkern zu beschaffen. Außerdem haben die Tiere eine hohe Vermehrungsrate und einen kurzen Entwicklungszyklus. Galleria mellonella ist für manche Forscher quasi das „Haustier der Zoologen“.
Im April 2017 wurde die Entdeckung der italienischen Biologin Federica Bertocchini publiziert, wonach sich die Raupen der Großen Wachsmotte auch von Polyethylen ernähren und dieses zu Ethylenglycol abbauen können. Nun soll erforscht werden, welches Enzym dies ermöglicht und ob daraus eine Möglichkeit zum Abbau von Plastikmüll entwickelt werden kann. Nach einer Veröffentlichung aus dem Jahr 2014 wurde allerdings schon früher eine Motte (Dörrobstmotte, Plodia interpunctella) bekannt, die Polyethylen abbauen kann. Dabei wurden auch zwei Bakterien (Enterobacter asburiae und eine unbestimmte Art der Gattung Bacillus) identifiziert, die im Magen der Motte vorkommen und auf Polyethylen-Filmen mikrometergroße Gruben und Löcher hinterlassen.

### Als Futtertier und Angelköder
Von Anglern wird die Raupe der Galleria mellonella häufig unter dem Namen „Bienenmade“ oder „Honigmade“ als Lebendköder verwendet. Ebenso sind Wachsmottenraupen als Lebendfutter in der Terraristik sehr beliebt, da sie auch von Laien problemlos herangezogen werden können.

### Als Lebensmittel
Die Raupe der Großen Wachsmotte ist essbar und wird als Speiseinsekt genutzt. Sie enthält 39–42 % Eiweiß.

## Feinde

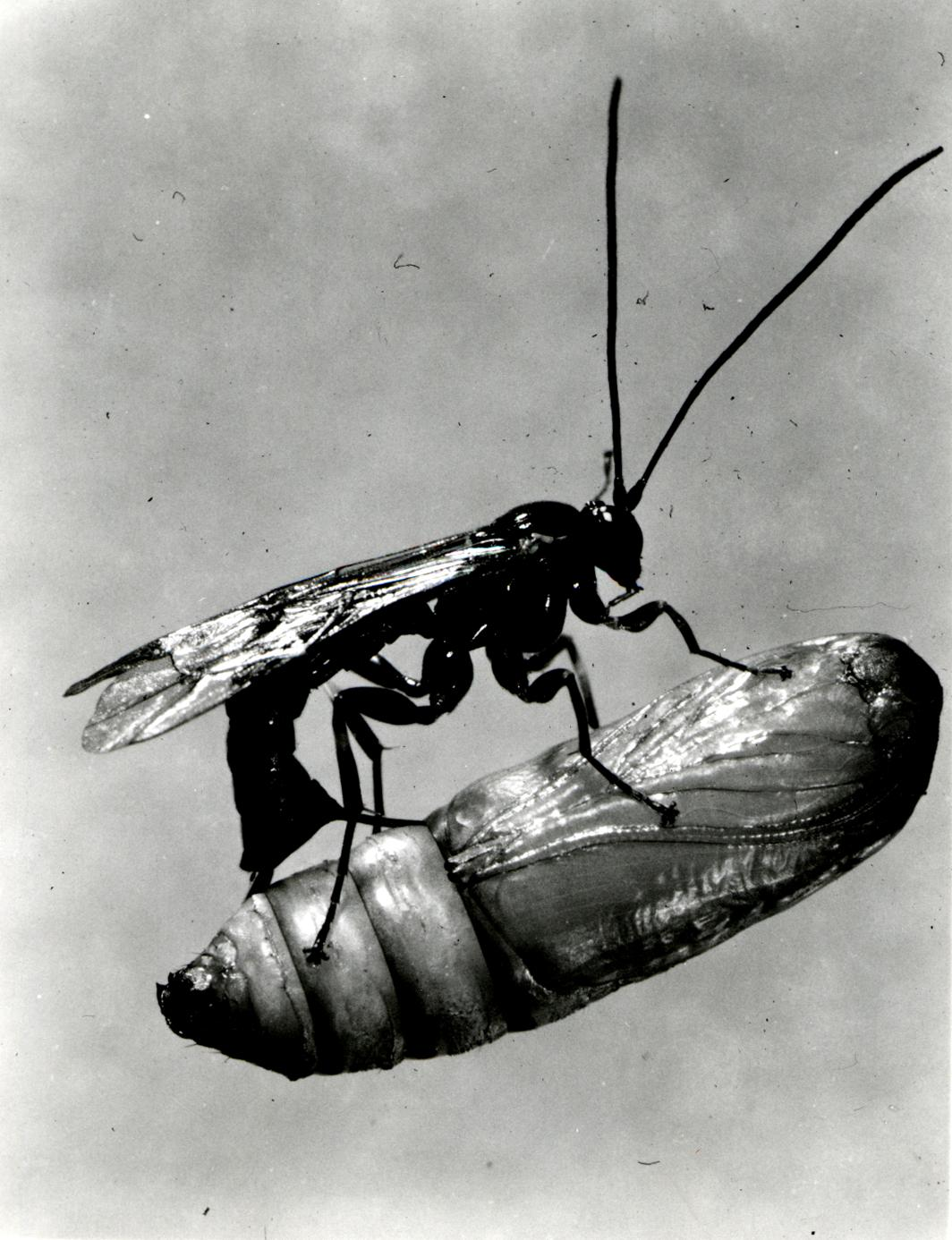
Schlupfwespe bei der Eiablage an einem Wachsmottenkokon

Wachsmotten können von Schlupfwespen (Apanteles galleriae, Apechthis ontario, Trichogramma evanescens und Habrobracon hebetor) befallen werden. 1–2 Eier werden von den erwachsenen Apanteles galleriae auf jede Larve gelegt, wobei es nur einem gelingt, den Wirt zu parasitieren und zu überleben. Die Larve des Parasiten ernährt sich von Wachsmotten während deren Puppenruhe und zerreißt den Wirtskörper beim Verlassen um sich selbst zu verpuppen. Es ist jedoch unwahrscheinlich, dass dieser Parasit in größerer Zahl in ein starkes, gesunden Bienenvolk eindringen kann, da er von Bienen vom Bienenstock ferngehalten wird. Zudem ist es schwierig in den Völkern durch die Dunkelheit zu navigieren, um ihren Wirt zu finden.
Habrobracon hebetor parasitiert die Rankmaden und legt ihre Eier außen auf die Larven verschiedener Lebensmittelmotten (Mehlmotten, Dörrobstmotten, Speichermotten u. a.). In einer Schädlingslarve wachsen so mehrere Nützlinge heran, die so die Entwicklung der Wachsmotte zum Falter verhindern. Zur Verpuppung spinnen sich die Nützlingslarven in einem Kokon ein. Der gesamte Entwicklungszyklus dauert bei konstantem Temperaturniveau von 25 Grad Celsius etwa zwei Wochen.
Trichogramma evanescens ist sehr klein und parasitiert die Eier der Wachsmotte in die sie ihre eigenen Eier ablegt. Anstatt einer Mottenlarve schlüpft so eine Schlupfwespe. Dieser Kreislauf wiederholt sich, solange Motteneier vorhanden sind. Finden die Schlupfwespen keine Motteneier mehr, so sterben sie. Die Nützlinge sind nur etwa 0,3 bis 0,4 mm klein und mit bloßem Auge kaum zu erkennen.

## Belege